# Light the Torch
I Light the Torch sono un supergruppo metalcore statunitense, formatosi a Los Angeles nel 2012, precedentemente noti come Devil You Know.

## Storia

### Primi anni come Devil You Know (2012-2017)
Il gruppo si è formato nel 2012, quando John Sankey (Devolved, Divine Heresy, Fear Factory) e Francesco Artusato (All Shall Perish, Hiss of Atrocities) si incontrarono e iniziarono a scrivere e incidere alcuni brani. Alcuni dei brani vennero inviati a Howard Jones (Killswitch Engage, Blood Has Been Shed) che si unì ai due alla fine del 2012.
All'inizio del 2013, il gruppo cominciò a registrare con l'aiuto del produttore ed ex chitarrista dei Machine Head Logan Mader (Gojira, Five Finger Death Punch).
Il 23 ottobre 2013, venne annunciata la firma del contratto con la Nuclear Blast. Il giorno seguente, sulla pagina Facebook del gruppo venne pubblicata una demo del brano Shit It Down. Il 31 ottobre successivo, la demo venne ufficialmente pubblicata sul canale youtube dell'etichetta.
Il 19 dicembre 2013 venne annunciato che il gruppo aveva terminato le registrazioni dell'album e che il bassista Ryan Wombacher (Bleeding Through) e il chitarrista Roy Lev-Ari (Hiss of Atrocities) si erano uniti al gruppo.
Tra il febbraio e il marzo 2014 il gruppo prese parte al Soundwave Festival in Australia.
Il 5 marzo 2014 venne pubblicato Seven Years Alone come singolo di debutto, seguito dal videoclip ufficiale il 27 marzo successivo.
L'album di debutto del gruppo, The Beauty of Destruction venne pubblicato tra il 24 e il 29 aprile dalla Nuclear Blast. Durante la prima settimana, l'album ha venduto quasi 6 000 copie.
Stay of Execution è stato pubblicato il 10 settembre 2015 come primo singolo estratto dal secondo album intitolato They Bleed Red e pubblicato il 6 novembre successivo.

### Light the Torch (2017-presente)
IL 26 luglio 2017 il gruppo ha fatto sapere attraverso il proprio profilo Twitter ufficiale che avrebbero cambiato nome in Light the Torch e che i lavori per un nuovo album erano praticamente terminati.
Il primo album come Light the Torch, Revival, è stato pubblicato il 30 marzo 2018. Il 25 giugno 2021 è stato pubblicato il secondo album You Will Be the Death of Me.

## Formazione

### Formazione attuale
- Howard Jones – voce (2012-presente)
- Francesco Artusato – chitarra solista (2012-presente), chitarra ritmica (2015-presente)
- Ryan Wombacher – basso, cori (2013-presente)
- Alex Rüdinger – batteria (2021-presente)

### Ex componenti
- John Sankey – batteria (2012-presente)
- Roy Lev-Ari – chitarra ritmica (2013-2015)
- Mike Sciulara – batteria (2018-2019)
- Kyle Baltus – batteria (2019-2021)

## Discografia

### Album in studio
come Devil You Know
- 2014 – The Beauty of Destruction
- 2015 – They Bleed Red

come Light the Torch
- 2018 – Revival
- 2021 – You Will Be the Death of Me

### Singoli
come Devil You Know
- 2014 – Seven Years Alone
- 2015 – It's Over
- 2015 – Stay of Execution
- 2015 – The Way We Die

come Light the Torch
- 2018 – Die Alone
- 2018 – Calm Before the Storm
- 2018 – The Safety of Disbelief
- 2019 – The Great Divide
- 2021 – Wilting in the Light

## Riconoscimenti
Metal Hammer Golden Gods Awards
- 2014 – Miglior nuovo gruppo (come Devil You Know)